# Women Hellas Verona 2024-2025
Questa voce raccoglie le informazioni riguardanti la Women Hellas Verona nelle competizioni ufficiali della stagione 2024-2025.

## Stagione
Per la stagione entrante il club annuncia l'arrivo sulla panchina di Giacomo Venturi, in arrivo dal San Marino, che rileva l'incarico di Matteo Pachera trasferitosi al Bologna.

## Divise e sponsor
La tenuta di gioco è la stessa della squadra maschile del Verona. Nuovo il main sponsor, Riseria Ferron, mentre il fornitore di materiale tecnico è Joma, alla sua seconda stagione.
La divisa casalinga, chiamata Dall'85 all'eternità, è complessivamente la terza reinterpretazione di quella del 1984-85 (dopo la celebrativa del 2005 e la casalinga del 2010-11), oltre a celebrare appunto il 40º anniversario dello scudetto è stata presentata da Roberto Tricella, capitano e libero di tale stagione. Quella da trasferta è bianca con maniche blu e su di essa sono raffigurate vene marmoree in riferimento al trofeo dello scudetto. La terza, completamente nera con i dettagli dorati, deve i colori a quelli della fondazione societaria benefica.
| Casa | Trasferta | Terza divisa |

## Organigramma societario
Organigramma tratto dal sito ufficiale, aggiornato al 15 aprile 2025.
Area tecnica
- Allenatore: Giacomo Venturi
- Allenatore in seconda: Andrea Zangrandi
- Allenatore dei portieri:
- Preparatore atletico: Nicola Sorio
- Fisioterapisti: Giuseppina Carone, Lorenzo Ionta, Emilio Telluri
- Match Analyst: Fabio Donadello
- Responsabili sanitarii: Michele Braggio, Giulia Fasoli
- Team Manager: Nicoletta Manfrin

## Rosa
Rosa, ruoli e numeri di maglia tratti dal sito ufficiale.
| N. |                    | Ruolo | Calciatrice          |
| -- | ------------------ | ----- | -------------------- |
| 1  | Italia (bandiera)  | P     | Chiara Valzolgher    |
| 5  | Italia (bandiera)  | D     | Alessandra Panarello |
| 6  | Italia (bandiera)  | D     | Maryclaire Petrillo  |
| 7  | Polonia (bandiera) | A     | Martyna Duchnowska   |
| 9  | Italia (bandiera)  | A     | Veronica Bernardi    |
| 10 | Italia (bandiera)  | A     | Rachele Peretti      |
| 11 | Italia (bandiera)  | C     | Federica Anghileri   |
| 12 | Italia (bandiera)  | P     | Irene Bucci          |
| 13 | Italia (bandiera)  | D     | Aurora Manzetti      |
| 14 | Italia (bandiera)  | D     | Sofia Rosolen        |
| 15 | Italia (bandiera)  | D     | Gaia Datres          |
| 16 | Italia (bandiera)  | A     | Maddalena Totolo     |
| 18 | Italia (bandiera)  | C     | Maddalena Nava       |
| 19 | Italia (bandiera)  | D     | Chiara Barro         |

| N. |                     | Ruolo | Calciatrice           |
| -- | ------------------- | ----- | --------------------- |
| 20 | Italia (bandiera)   | A     | Sophie Aprile         |
| 21 | Italia (bandiera)   | C     | Ilaria Veronese       |
| 22 | Bulgaria (bandiera) | C     | Ivana Naydenova       |
| 23 | Italia (bandiera)   | D     | Nicole Costa          |
| 24 | Italia (bandiera)   | C     | Nicole Croin          |
| 25 | Italia (bandiera)   | C     | Greta Zanoni          |
| 26 | Italia (bandiera)   | C     | Giulia Mancuso        |
| 27 | Italia (bandiera)   | P     | Nikol Rubinaccio      |
| 28 | Italia (bandiera)   | P     | Vittoria Karol Mazza  |
| 29 | Italia (bandiera)   | A     | Stefania Dallagiacoma |
| 33 | Italia (bandiera)   | C     | Elisa Casellato       |
| 55 | Italia (bandiera)   | D     | Laura Capucci         |
| 99 | Italia (bandiera)   | D     | Sara Corsi            |

## Calciomercato

### Sessione estiva
| Acquisti | Acquisti             | Acquisti         | Acquisti                     |
| R.       | Nome                 | da               | Modalità                     |
| -------- | -------------------- | ---------------- | ---------------------------- |
| P        | Irene Bucci          | Verona Primavera | Aggregata alla prima squadra |
| D        | Chiara Barro         | ChievoVerona FM  | [ 9 ]                        |
| D        | Nicole Costa         | Cesena           | [ 10 ]                       |
| D        | Aurora Manzetti      | San Marino       | in prestito                  |
| D        | Alessandra Panarello | Vis Mediterranea | [ 12 ]                       |
| D        | Sofia Rosolen        | ChievoVerona FM  | [ 13 ]                       |
| C        | Elisa Casellato      | Tavagnacco       |                              |
| C        | Nicole Croin         | Ravenna          |                              |
| C        | Maddalena Nava       | Juventus         | prestito                     |
| C        | Ivana Naydenova      | Res Roma         | [ 15 ]                       |
| A        | Veronica Bernardi    | Cesena           | [ 16 ]                       |
| A        | Martyna Duchnowska   | Res Roma         | [ 17 ]                       |

| Cessioni | Cessioni          | Cessioni | Cessioni      |
| R.       | Nome              | a        | Modalità      |
| -------- | ----------------- | -------- | ------------- |
| P        | Margot Shore      | Bologna  | definitivo    |
| D        | Sofia Meneghini   | Parma    |               |
| C        | Elisa Mariani     | Parma    |               |
| C        | Jenny Requirez    | Juventus | fine prestito |
| C        | Rossella Sardu    | Freedom  |               |
| A        | Giulia Bison      | Juventus | fine prestito |
| A        | Alessia Rognoni   | Parma    |               |
| A        | Stela Semanová    | Freedom  |               |
| A        | Alice Söndergaard | Bologna  |               |
| A        | Silvia Zanni      | Freedom  |               |

### Sessione invernale
| Acquisti | Acquisti            | Acquisti | Acquisti |
| R.       | Nome                | da       | Modalità |
| -------- | ------------------- | -------- | -------- |
| D        | Mary Clare Petrillo | Sassuolo | prestito |

| Cessioni | Cessioni             | Cessioni         | Cessioni    |
| R.       | Nome                 | a                | Modalità    |
| -------- | -------------------- | ---------------- | ----------- |
| D        | Alessandra Panarello |                  | risoluzione |
| D        | Sofia Rosolen        | Vis Mediterranea | risoluzione |
| D        | Sophie Aprile        |                  | risoluzione |

## Risultati

### Serie B

#### Girone di andata
| Arbitro: | Oristanio (Perugia) |

|                                    |           |             |
| Fracas 45+1’ Bruni 47’ Barsali 88’ | Marcatori | 84’ Peretti |

| Arbitro: | Santinelli (Bergamo) |

|  |           |                            |
|  | Marcatori | 75’ Ploner 90+5’ Distefano |

| Arbitro: | Traini (San Benedetto del Tronto) |

|                         |           |  |
| Miotto 25’ Barbieri 61’ | Marcatori |  |

| Arbitro: | Dell'Oro (Sondrio) |

|                                   |           |                                          |
| Duchnowska 41’ Peretti 58’ (rig.) | Marcatori | 54’ Zanni 65’, 90’ Tamborini 80’ Tudisco |

| Arbitro: | Sarcina (Barletta) |

|  |           |                              |
|  | Marcatori | 10’ Dallagiacoma 58’ Peretti |

| Verona 13 ottobre 2024, ore 16:30 CEST 6ª giornata | Verona                  | 0 – 0 referto referto 2 | Orobica | Stadio Aldo Olivieri\| Arbitro: \| Tuderti (Reggio Emilia) \| |
| Arbitro:                                           | Tuderti (Reggio Emilia) |                         |         |                                                               |

| Arbitro: | Bruschi (Ferrara) |

|                                                  |           |                 |
| Bernardi 4’, 47’ Peretti 70’ Duchnowska 89’, 90’ | Marcatori | 6’, 58’ Lazzari |

| Arbitro: | Spagnoli (Tivoli) |

|                                              |           |              |
| Pirone 38’ Bonetti 43’ (rig.) Gomes 71’, 77’ | Marcatori | 29’ Bernardi |

| Arbitro: | Santeramo (Monza) |

|  |           |                          |
|  | Marcatori | 53’ Kuštrin 80’ Silvioni |

| Arbitro: | Ferruzzi (Albano Laziale) |

|                                |           |                            |
| Tironi 8’ Milan 28’ Jansen 78’ | Marcatori | 13’ Mancuso 54’ Duchnowska |

| Arbitro: | Vincenzi (Bologna) |

|                    |           |                         |
| Peretti 51’ (rig.) | Marcatori | 45’ Farina 70’ Kuratomi |

| Arbitro: | Arnese (Teramo) |

|             |           |                                |
| Ikeguchi 4’ | Marcatori | 28’, 39’ Peretti 41’ Casellato |

| Arbitro: | Gambin (Udine) |

|  |           |                      |
|  | Marcatori | 6’, 61’ (rig.) Bargi |

| Arbitro: | Zini (Udine) |

|                                |           |                         |
| Picchi 18’ Sechi 22’ Perin 67’ | Marcatori | 1’ Bernardi 70’ Peretti |

| Arbitro: | Borghi (Modena) |

|  |           |                               |
|  | Marcatori | 11’ Pinna 37’ Licari 81’ Sule |

#### Girone di ritorno
| Arbitro: | Piccolo (Pordenone) |

|              |           |  |
| Bernardi 32’ | Marcatori |  |

| Arbitro: | Battistini (Lanciano) |

|              |           |  |
| Zamanian 53’ | Marcatori |  |

| Arbitro: | Gambirasio (Bergamo) |

|                                       |           |  |
| Anghileri 12’ Bernardi 75’ Zanoni 88’ | Marcatori |  |

| Arbitro: | Scarano (Seregno) |

|              |           |  |
| Semanová 57’ | Marcatori |  |

| Arbitro: | Pandini (Crema) |

|                                                   |           |  |
| Duchnowska 1’ Barro 12’ Casellato 64’ Capucci 79’ | Marcatori |  |

| Arbitro: | La Luna (Collegno) |

|  |           |             |
|  | Marcatori | 12’ Peretti |

| Arbitro: | Colazzo (Casarano) |

|  |           |                                      |
|  | Marcatori | 2’ Mancuso 52’ Casellato 75’ Peretti |

| Arbitro: | Santinelli (Bergamo) |

|  |           |                           |
|  | Marcatori | 8’ (aut.) Corsi 62’ Gomes |

| Arbitro: | Rossini (Torino) |

|                                                   |           |  |
| Söndergaard 33’ Giai 43’ Gelmetti 83’ Kuštrin 90’ | Marcatori |  |

| Arbitro: | Schmid (Rovereto) |

|              |           |                            |
| Bernardi 90’ | Marcatori | 11’, 37’ Jansen 12’ Tironi |

| Arbitro: | Ismail (Rovereto) |

|                           |           |             |
| Sobal 2’ Barro 20’ (aut.) | Marcatori | 42’ Peretti |

| Arbitro: | Hamza Rihai (Lovere) |

|                                             |           |             |
| Bernardi 25’ Dallagiacoma 58’ Casellato 88’ | Marcatori | 9’ Boldrini |

| Arbitro: | Colelli (Ostia Lido) |

|                                       |           |  |
| Ferrato 4’ Bargi 52’ (rig.) Acuti 71’ | Marcatori |  |

| Arbitro: | Cerqua (Trieste) |

|                  |           |                                              |
| Dallagiacoma 89’ | Marcatori | 32’, 52’ Picchi 58’ (rig.) Landa 65’ Saggion |

| Arbitro: | Caresia (Trento) |

|          |           |                |
| Pinna 4’ | Marcatori | 58’ Duchnowska |

### Coppa Italia
| Arbitro: | Bonasera (Enna) |

|              |           |                              |
| Brayda 90+2’ | Marcatori | 27’ Casellato 88’ Duchnowska |

| Arbitro: | Kovacevic (Arco Riva) |

|  |           |                                                  |
|  | Marcatori | 4’ Cantore 6’ Beccari 10’ Boattin 20’ Vangsgaard |

## Statistiche

### Statistiche di squadra
| Competizione | Punti | In casa | In casa | In casa | In casa | In casa | In casa | In trasferta | In trasferta | In trasferta | In trasferta | In trasferta | In trasferta | Totale | Totale | Totale | Totale | Totale | Totale | DR  |
| Competizione | Punti | G       | V       | N       | P       | Gf      | Gs      | G            | V            | N            | P            | Gf           | Gs           | G      | V      | N      | P      | Gf     | Gs     | DR  |
| ------------ | ----- | ------- | ------- | ------- | ------- | ------- | ------- | ------------ | ------------ | ------------ | ------------ | ------------ | ------------ | ------ | ------ | ------ | ------ | ------ | ------ | --- |
| Serie B      | 29    | 15      | 5       | 1       | 9       | 21      | 27      | 15           | 4            | 1            | 10           | 17           | 28           | 30     | 9      | 2      | 19     | 38     | 55     | -17 |
| Coppa Italia | -     | 1       | 0       | 0       | 1       | 0       | 4       | 1            | 1            | 0            | 0            | 2            | 1            | 2      | 1      | 0      | 1      | 2      | 5      | -3  |
| Totale       | -     | 16      | 5       | 1       | 10      | 21      | 31      | 16           | 5            | 1            | 10           | 19           | 29           | 32     | 10     | 2      | 20     | 40     | 60     | -20 |

### Andamento in campionato
| Giornata  | 1 | 2  | 3  | 4  | 5  | 6  | 7  | 8  | 9  | 10 | 11 | 12 | 13 | 14 | 15 | 16 | 17 | 18 | 19 | 20 | 21 | 22 | 23 | 24 | 25 | 26 | 27 | 28 | 29 | 30 |
| --------- | - | -- | -- | -- | -- | -- | -- | -- | -- | -- | -- | -- | -- | -- | -- | -- | -- | -- | -- | -- | -- | -- | -- | -- | -- | -- | -- | -- | -- | -- |
| Luogo     | T | C  | T  | C  | T  | C  | C  | T  | C  | T  | C  | T  | C  | T  | C  | C  | T  | C  | T  | C  | T  | T  | C  | T  | C  | T  | C  | T  | C  | T  |
| Risultato | P | P  | P  | P  | V  | N  | V  | P  | P  | P  | P  | V  | P  | P  | P  | V  | P  | V  | P  | V  | V  | V  | P  | P  | P  | P  | V  | P  | P  | N  |
| Posizione | 9 | 11 | 14 | 14 | 13 | 13 | 10 | 13 | 13 | 14 | 14 | 13 | 13 | 13 | 14 | 14 | 14 | 12 | 13 | 13 | 12 | 12 | 12 | 12 | 12 |    |    |    |    | 12 |

Legenda:

Luogo: C = Casa; T = Trasferta. Risultato: V = Vittoria; N = Pareggio; P = Sconfitta.

### Statistiche delle giocatrici
| Giocatore       | Serie B  | Serie B | Serie B     | Serie B    | Coppa Italia | Coppa Italia | Coppa Italia | Coppa Italia | Totale   | Totale | Totale      | Totale     |
| Giocatore       | Presenze | Reti    | Ammonizioni | Espulsioni | Presenze     | Reti         | Ammonizioni  | Espulsioni   | Presenze | Reti   | Ammonizioni | Espulsioni |
| --------------- | -------- | ------- | ----------- | ---------- | ------------ | ------------ | ------------ | ------------ | -------- | ------ | ----------- | ---------- |
| F. Anghileri    | 8        | 1       | 0           | 0          | -            | -            | -            | -            | 8        | 1      | 0           | 0          |
| S. Aprile       | 3        | 0       | 0           | 0          | 0            | 0            | 0            | 0            | 3        | 0      | 0           | 0          |
| C. Barro        | 30       | 1       | 2           | 0          | 2            | 0            | 0            | 0            | 32       | 1      | 2           | 0          |
| V. Bernardi     | 29       | 8       | 2           | 0          | 2            | 0            | 0            | 0            | 31       | 8      | 2           | 0          |
| I. Bucci        | 2        | -3      | 0           | 0          | -            | -            | -            | -            | 2        | -3     | 0           | 0          |
| L. Capucci      | 11       | 1       | 1           | 0          | -            | -            | -            | -            | 11       | 1      | 1           | 0          |
| E. Casellato    | 30       | 4       | 4           | 0          | 2            | 1            | 0            | 0            | 32       | 5      | 4           | 0          |
| S. Corsi        | 28       | 0       | 1           | 0          | 2            | 0            | 1            | 0            | 30       | 0      | 2           | 0          |
| N. Costa        | 28       | 0       | 1           | 0          | 1            | 0            | 0            | 0            | 29       | 0      | 1           | 0          |
| N. Croin        | 28       | 0       | 1           | 1          | 2            | 0            | 0            | 0            | 30       | 0      | 1           | 1          |
| S. Dallagiacoma | 29       | 3       | 0           | 0          | 2            | 0            | 0            | 0            | 31       | 3      | 0           | 0          |
| G. Datres       | ?        | ?       | ?           | ?          | -            | -            | -            | -            | 0+       | 0+     | 0+          | 0+         |
| M. Duchnowska   | 29       | 6       | 2           | 0          | 2            | 1            | 0            | 0            | 31       | 7      | 2           | 0          |
| G. Mancuso      | 29       | 2       | 2           | 0          | 2            | 0            | 0            | 0            | 31       | 2      | 2           | 0          |
| A. Manzetti     | 18       | 0       | 1           | 0          | 2            | 0            | 0            | 0            | 20       | 0      | 1           | 0          |
| M. Nava         | 10       | 0       | 0           | 0          | 1            | 0            | 0            | 0            | 11       | 0      | 0           | 0          |
| I. Naydenova    | 27       | 0       | 1           | 0          | 2            | 0            | 0            | 0            | 29       | 0      | 1           | 0          |
| A. Panarello    | 2        | 0       | 0           | 0          | 0            | 0            | 0            | 0            | 2        | 0      | 0           | 0          |
| R. Peretti      | 30       | 11      | 2           | 0          | 2            | 0            | 0            | 0            | 32       | 11     | 2           | 0          |
| M. Petrillo     | 7        | 0       | 0           | 0          | -            | -            | -            | -            | 7        | 0      | 0           | 0          |
| S. Rosolen      | 2        | 0       | 0           | 0          | 0            | 0            | 0            | 0            | 2        | 0      | 0           | 0          |
| C. Rovere       | 0        | 0       | 0           | 0          | 0            | 0            | 0            | 0            | 0        | 0      | 0           | 0          |
| N. Rubinaccio   | 4        | -7      | 0           | 0          | 2            | -5           | 0            | 0            | 6        | -12    | 0           | 0          |
| M. Totolo       | 6        | 0       | 0           | 0          | 1            | 0            | 0            | 0            | 7        | 0      | 0           | 0          |
| C. Valzolgher   | 25       | -44     | 0           | 1          | 0            | 0            | 0            | 0            | 25       | -44    | 0           | 1          |
| I. Veronese     | 9        | 0       | 1           | 0          | 2            | 0            | 0            | 0            | 11       | 0      | 1           | 0          |
| G. Zanoni       | 25       | 1       | 2           | 1          | 2            | 0            | 0            | 0            | 27       | 1      | 2           | 1          |
| G. Zordan       | 0        | 0       | 0           | 0          | -            | -            | -            | -            | 0        | 0      | 0           | 0          |